# 暴風神

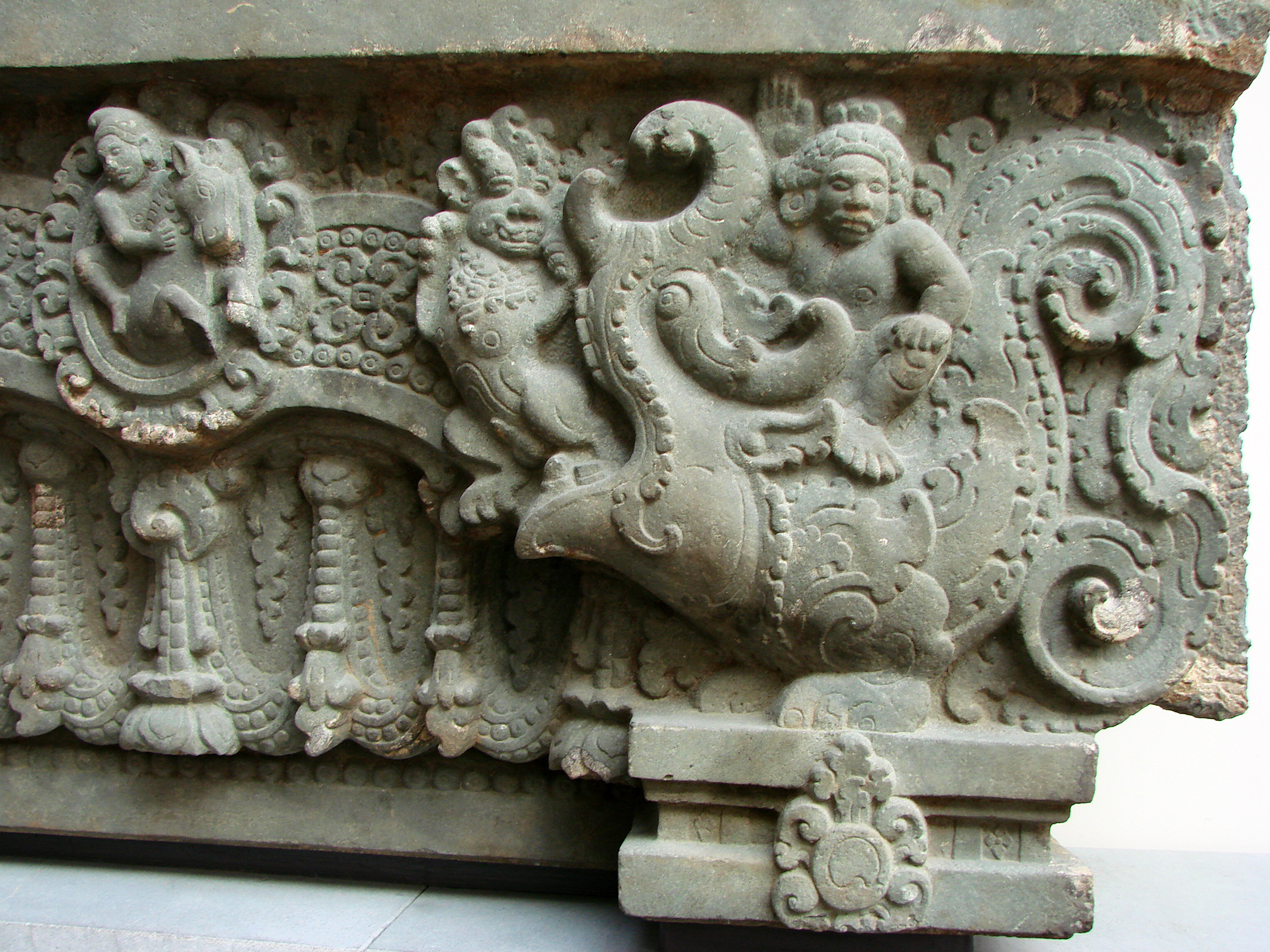

暴風神是印度神話中的神祇之一，並無特指某一個，泛指一群控制風力的神，數量由7個至180個不等，一般認為是風神伐由之子或暴風雨神樓陀羅之子。暴風神是因陀羅打仗的前鋒，所以同者經常同一時間出現。另一個傳說指，阿修羅之母底提懷孕百年仍不願產子，因此因陀羅用雷電將這個孩劈成個團肉塊，雪山神女不忍，於是請求濕婆出手，於是濕婆造成長相差不多的暴風神。